# Polynja

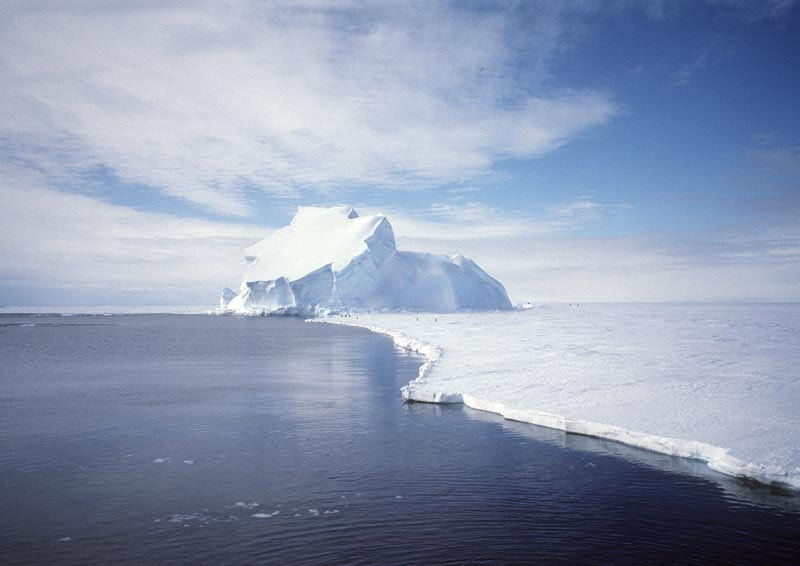
Polynja am Riiser-Larsen-Schelfeis, Antarktis

Als Polynja (auch Polynya, Polynia) bezeichnet man eine ausgedehnte, relativ beständige, offene Wasserfläche oder dünne Meereisschicht im arktischen oder antarktischen Meereis. Sie kann eine Fläche von mehreren Tausend Quadratkilometern erreichen. Der Begriff leitet sich vom russischen Wort полынья [pʌɫɨˈɲja] ab, das eisfreie Flächen auf beliebigen ansonsten zugefrorenen Gewässern bezeichnet – auch Waken auf Flüssen und Binnenseen.
Polynjas (Plural auch: Polynyas, Polynjen, Polynien) entstehen in der Regel durch Windeinwirkung, Gezeiten oder aufsteigendes warmes Meerwasser. Sie können oft über lange Zeiträume, gegebenenfalls über Jahre hinweg bestehen bleiben und sind aufgrund ihrer Einflüsse auf Meeresströmungen, Meeresbiologie und Klima Gegenstand der Polarforschung. Nach ihrem Entstehungsort werden drei Arten von Polynjas unterschieden: Küstenpolynjas (Coastal oder Shore Polynyas), Polynjas, die von Festeis begrenzt sind (Flaw Polynyas), sowie küstenferne Polynjas (Open-Ocean Polynyas).

## Küstenpolynjas (CoastaloderShore Polynyas)

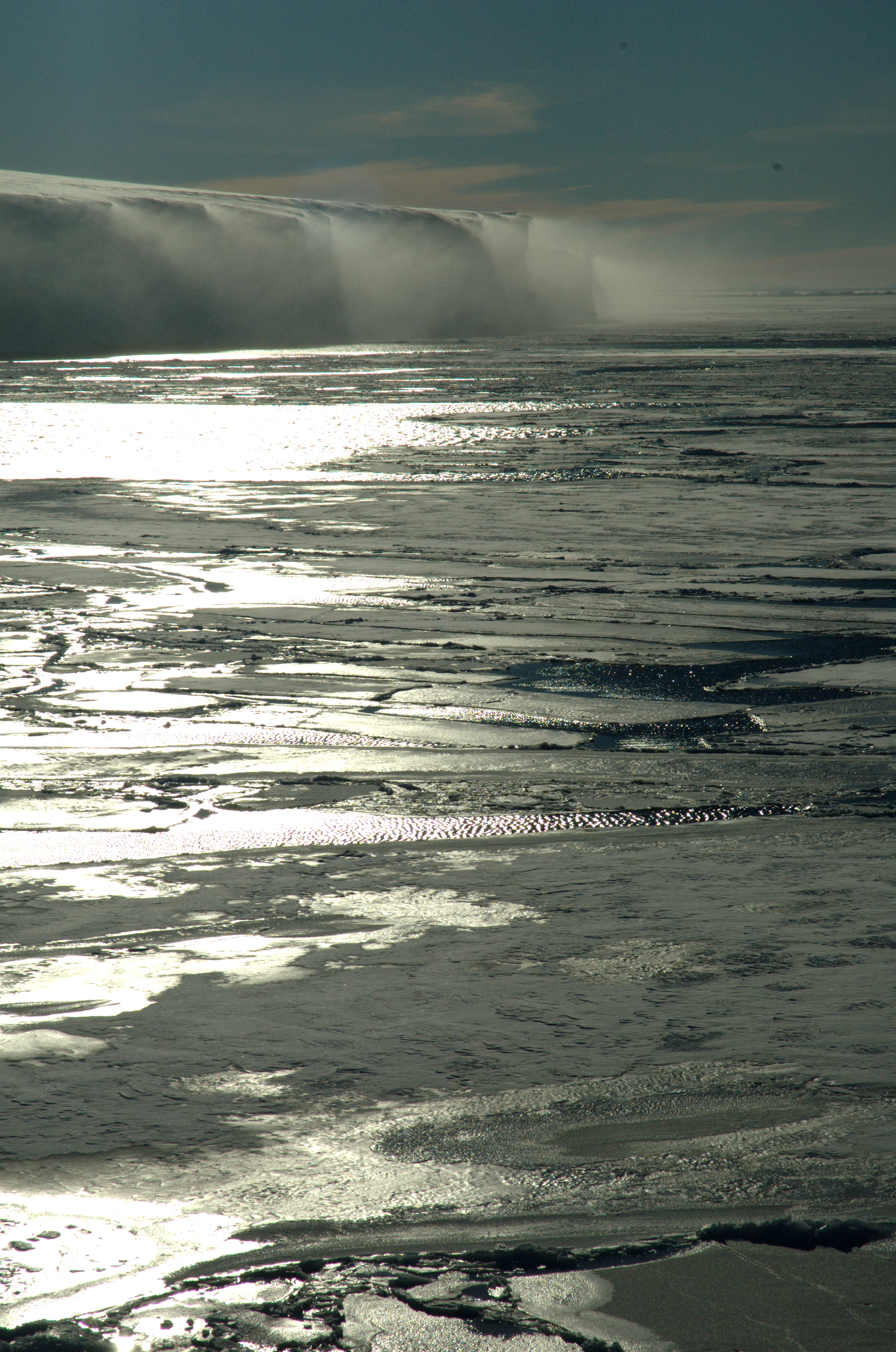
Ablandige (katabatische) Winde können Küstenpolynjas bilden (Bellingshausensee-Schelfeis, Antarktis)

Küstenpolynjas entstehen, wenn starke, ablandige Fallwinde vom Festland her neu geformtes Eis von der Küste wegtreiben. Dadurch kommt es zu eisfreien Zonen zwischen dem Packeis und dem Festlandeis, die 50 bis 100 Kilometer breit sein können. Küstenpolynjas sind so genannte „Meereis-Fabriken“: Der Wind treibt das Meereis von der Küste weg und setzt das Wasser erneut der kühlenden Erdatmosphäre aus, bis es gefriert. Das so entstandene Eis treibt der Wind von der Küste weg.

## Polynjas, die von Festeis begrenzt sind (Flaw Polynyas)
Polynjas können auch an Festeis entstehen. Sie sind in der Regel windinduziert. Hierbei wird Packeis durch Winde von der Festeisgrenze advehiert. Dieser Vorgang findet im Winter meist mehrmals wiederholt an den gleichen Stellen in den arktischen Schelfmeeren statt. Ein Beispiel sind die in der Laptewsee vor Nordost-Sibirien auftretenden Polynjas. Aufgrund der zum Arktischen Ozean entscheidend beitragenden Meereisproduktion (das in den Polynjas gebildete Meereis wird mit der Transpolardrift zum Arktischen Ozean transportiert) sind sie Gegenstand vieler Forschungsprojekte.

## Küstenferne Polynjas (Open-Ocean-Polynyas)
Weit entfernt von der Küste entwickeln sich so genannte Open-Ocean-Polynyas. Vermutlich entstehen sie dadurch, dass wärmeres Tiefenwasser durch Erhebungen des Meeresbodens (Seamounts, auch in großen Tiefen) zur Oberfläche hin abgelenkt wird und das Eis von unten her anschmilzt. Die bekannteste küstenferne Polynja im Südlichen Ozean war die Weddell-Polynja, die sich in drei aufeinanderfolgenden Jahren (1974–1976) im Weddell-Meer bildete und deren größte Ausdehnung etwa 1000 auf 350 Kilometer betrug. 2017 konnte die Rückkehr der Weddell-Polynja anhand von Studien des GEOMAR Kiel belegt werden. Polynja von vergleichbarer Größe und Küstenentfernung wurden im Arktischen Ozean lange nicht beobachtet; im August 2006 entstand jedoch eine große Polynja in der Beaufortsee.

## Auswirkungen und Bedeutung

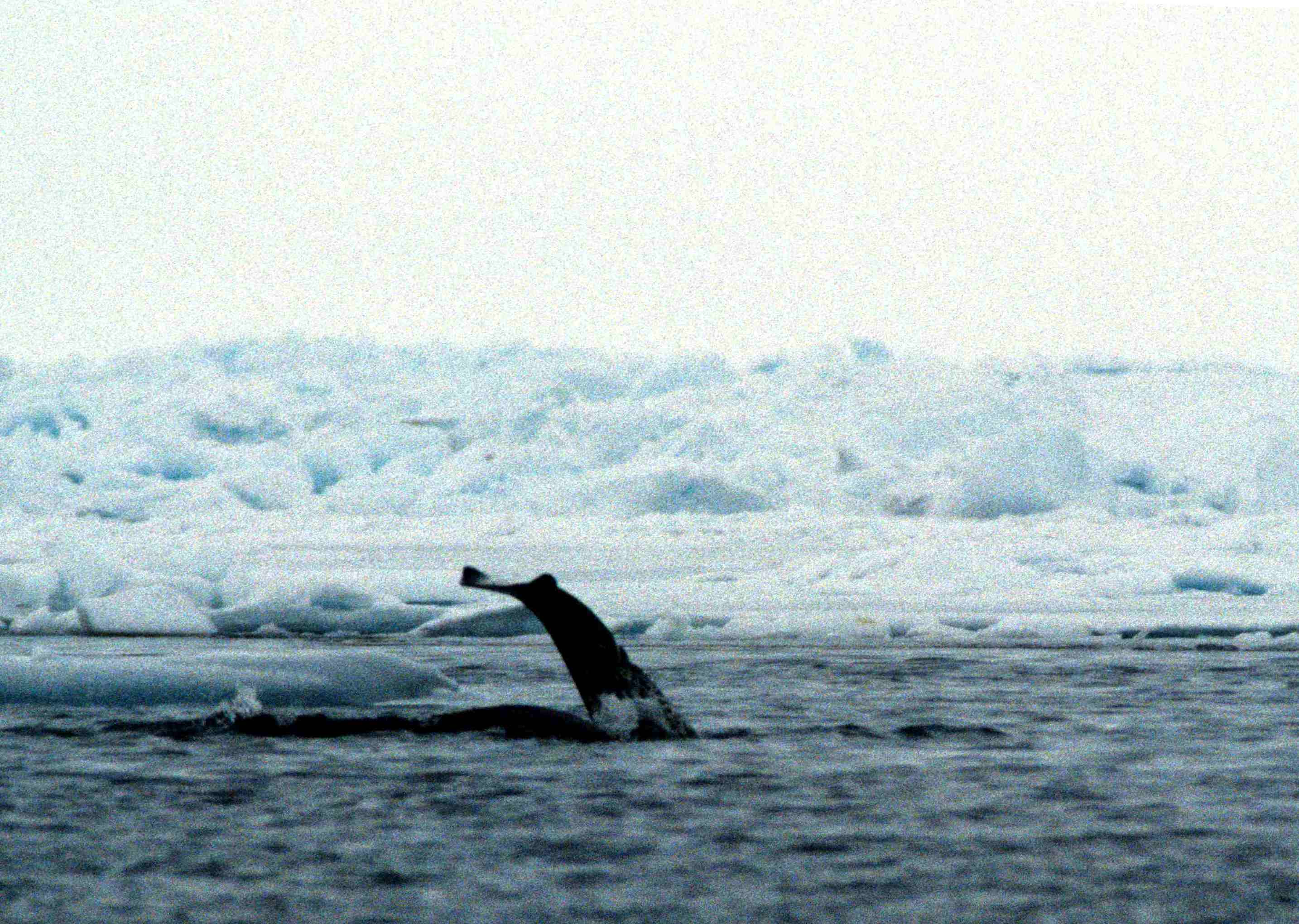
Fluke eines Narwals in einer Polynja der Baffin-Bay

Polynjas haben einen beträchtlichen Anteil an der Bildung von kaltem, dichtem antarktischen Bodenwasser (AABW), das sich in alle Ozeane als unterste Wasserschicht verteilt. Durch die Abkühlung des Wassers und die ständige Bildung von Meereis – welches nur noch recht wenig Salz enthält – entsteht ein sehr kaltes, salzreiches und somit dichtes Wasser, das in große Tiefen absinkt.
In Polynjas ist häufig das Phänomen des „Arktischen Seerauches“ zu beobachten, der vom offenen Wasser in die viel kältere Umgebungsluft aufsteigt. Dies ist ein Zeichen dafür, dass vom Meer viel Wärme in die Atmosphäre abgegeben wird.
Zusätzlich zur Bildung von Tiefenwasser haben Polynjas große Bedeutung für die in der Antarktis bzw. Arktis vorkommenden Lebewesen. Löcher im Eis sind essenziell für Säugetiere wie Robben und Wale, die Luft zum Atmen benötigen. Außerdem können hier mikroskopisch kleine Algen (Phytoplankton) besser wachsen als unter dem Eis, da (im polaren Sommer) mehr Licht vorhanden ist. Von Phytoplankton ernähren sich kleine Krebse (Krill, Euphausia superba), die wiederum die Hauptnahrung für Wale und andere Tiere darstellen.

## Theorie vom eisfreien Nordpolarmeer
Die Beobachtungen von Polynjas durch die Polarforscher Elisha Kent Kane, Isaac Israel Hayes und George De Long dürften der Grund gewesen sein, weswegen Wissenschaftler Mitte des 19. Jahrhunderts an eine eisfreie Zone rund um den Nordpol glaubten. Erst die Österreichisch-Ungarische Nordpolexpedition 1872–1874 und eine Expedition von George Nares (1872–1876) konnten diese These eindeutig widerlegen.